# Ein Hauch von Nerz
Ein Hauch von Nerz ist eine US-amerikanische Filmkomödie von Regisseur Delbert Mann aus dem Jahr 1962 mit Doris Day und Cary Grant in den Hauptrollen.

## Handlung
Cathy Timberlake befindet sich auf dem Weg zu einem Vorstellungsgespräch, um ihrer Arbeitslosigkeit endlich ein Ende zu bereiten, als der Rolls-Royce des wohlhabenden Geschäftsmannes Philip Shayne durch eine Pfütze fährt, sie mit Schmutzwasser bespritzt und ihren Mantel ruiniert.
Sie geht in ein Automatenrestaurant, um sich bei ihrer Freundin und Wohnpartnerin Connie, die dort arbeitet, zu beschweren. Der Rüpel, der einfach weiterfährt, ist ein gutaussehender Junggeselle, der Cathy als Wiedergutmachung einen Nerzmantel schenkt. Sie akzeptiert den Vorschlag, ihn auf seiner nächsten Geschäftsreise zu begleiten. Doch die Reise endet in einem Fiasko: Kaum auf den Bermudas gelandet, wird Cathy von Wahnvorstellungen heimgesucht, dass jeder Hotelgast und jeder Einheimische sehe, dass sie und Philip Shayne nicht verheiratet sind. Durch soviel Aufregung bekommt Cathy im Gesicht einen Ausschlag. Der herbeigerufene Arzt diagnostiziert ihn als etwas, das eigentlich nur Jungverheirateten widerfahre.
Am nächsten Tag fliegen sie zurück nach Hause, beide ziemlich betreten, was vor allem Roger, dem Finanzberater von Shayne, gefällt. Der ehemalige Universitätsdozent, der von Philip mit viel Geld in die Wirtschaft gelockt wurde, ist mit diesem schon lange in einer Hassliebe verbunden und ist das reinste Nervenbündel. Doch Cathy kann an niemand anderen als Philip mehr denken und fliegt kurzerhand zurück auf die Bermudas, von wo sie Philip anruft, damit er kommt, um es noch einmal mit ihr zu versuchen.
Cathy ist so nervös, dass sie eine ganze Flasche Whisky trinkt, und, als Philip ankommt, sturzbetrunken vom Balkon fällt. Auch diese Reise geht somit in die Hose. Roger geht schadenfroh zu seinem Psychiater Dr. Gruber, erzählt ihm aber dummerweise die ganze Geschichte in der Ich-Form, aus der Sicht von Cathy. So meint der Psychiater, Roger sei homosexuell.
Wieder zu Hause bei ihrer Freundin Connie beschließt diese, Cathy nach Hause zu ihrer Familie in Upper Sandusky zu schicken, um sich zu entspannen. Doch Cathy weigert sich und starrt trübsinnig vor sich hin. Dann bekommt sie ein Jobangebot; als sie aber erfährt, dass ihr Philip Shayne diese Arbeit besorgt hat, richtet sie dort ein unglaubliches Chaos an und läuft davon.
Philip, der schon lange in Cathy verliebt ist, schickt Roger zu ihr nach Hause. Zusammen hecken sie einen Plan aus, wie sie Philip überlisten können.
Cathy geht mit Everett Beasley aus, einem unangenehmen Angestellten beim Arbeitsamt, der schon lange ein Auge auf sie geworfen hat, in der Hoffnung, Philip werde ihr nachfahren. Sie geht bei jeder Tankstelle auf die Toilette, nur um Zeit zu schinden. Währenddessen geht Roger zurück zu Philip, der gerade in der Sauna schmort, und erzählt ihm, wohin und mit wem Cathy ausgeht. Daraufhin rennt Philip, nur mit einem Handtuch bekleidet, zum nächsten Taxi und folgt ihr.
Im Motel stören zuerst er, dann auch Roger zunächst das falsche Paar, bevor er Cathy findet und nicht wieder hergibt. Die Hochzeitsreise führt sie dann wieder einmal auf die Bermudas. Philip, nun verheiratet, bekommt dort vor Nervosität den gleichen Ausschlag, wie ihn auch Cathy – noch unverheiratet – hatte. Im Jahr darauf gehen Cathy und Philip Shayne mit ihrem Baby und Roger spazieren, als Dr. Gruber nach einem langen Erholungsaufenthalt wieder auftaucht. Er sieht den Sekretär mit dem Baby, was zu einem weiteren Missverständnis seitens des Therapeuten führt.

## Trivia
Einen Gastauftritt im Film haben einige Baseballspieler der New York Yankees: Mickey Mantle, Roger Maris und Yogi Berra. Die Szene bei American Express enthält eine Produktplatzierung für Univac.
Kinostart in der Bundesrepublik Deutschland war am 14. Dezember 1962, die Erstausstrahlung im deutschen Fernsehen am 27. Mai 1971 in der ARD.

## Kritiken
„Nach ‚Bettgeflüster‘ und ‚Ein Pyjama für zwei‘ die dritte Variation eines Erfolgsrezeptes mit Doris Day: ein heiter-komödiantisches, bei aller Koketterie stets sauberes Spiel mit der Frivolität. Seinen eigentlichen Witz bezieht der Film aus der ins Bizarre übersteigerten Nebenhandlung, die die Liebesgeschichte bricht und aufs köstlichste karikiert.“

## Auszeichnungen
- 1963 Golden Globe Award/Bester Film – Komödie oder Musical
- 1963 nominiert für drei Oscars: „Art Direction“, „Sound“ und „Writing“
- 1963 Laurel Award für die beste Komödie